# بادخورک دمگاه‌سیاه
بادخورک دمگاه‌سیاه (نام علمی: Apus acuticauda) نام یک گونه از سرده بادخورک‌ها است.